# Oxalis longissima
Oxalis longissima là một loài thực vật có hoa trong họ Chua me đất. Loài này được (Kuntze) K. Schum. mô tả khoa học đầu tiên năm 1898.